# Hulman kaszmirski
Hulman kaszmirski (Semnopithecus ajax) – gatunek ssaka naczelnego z podrodziny gerez (Colobinae) w obrębie rodziny koczkodanowatych (Cercopithecidae).

## Zasięg występowania
Hulman kaszmirski występuje w północno-zachodnich Indiach, z zasięgiem ograniczonym do nizin dystryktu Chamba w stanie Himachal Pradesh; występuje być może na nizinach Kishtwar w terytorium związkowym Dżammu i Kaszmir.

## Taksonomia
Gatunek po raz pierwszy naukowo opisał w 1928 roku brytyjski zoolog Reginald Innes Pocock jako podgatunek hulmana czczonego i nadając mu nazwę Pithecus entellus ajax. Holotyp pochodził z Deolah, na wysokości 1800 m n.p.m., w Chamba, w Indiach. 
Niegdyś takson ten uznawany był za podgatunek hulmana czczonego (S. entellus). Później gatunek ten został przeniesiony do rodzaju Presbytis, a następnie Semnopithecus. W 1984 roku Douglas Brandon-Jones uznał go za osobny gatunek, jednak w swojej rewizji z 2004 roku znów traktuje go jako podgatunek. Jako osobny gatunek potraktował go Colin Groves w 2005 roku.
Autorzy Illustrated Checklist of the Mammals of the World uznają ten takson za gatunek monotypowy.

### Etymologia
- Semnopithecus: gr. σεμνος semnos „święty”; πιθηκος pithēkos „małpa”[9].
- ajax: w mitologii greckiej Ajas (gr. Αιας Aias, łac. Aiax), uczestnik wojny trojańskiej[10].

## Morfologia
Długość ciała (bez ogona) 50,8–78,7 cm, długość ogona 72,4–96,5 cm; masa ciała samców 19,5–20,8 kg. 

## Ekologia
Hulmany kaszmirskie żyją w wilgotnych lasach sosnowych oraz górskich lasach cedrowych na wysokościach od 2200 do 4000 m n.p.m.

## Zagrożenia
Liczba żyjących przedstawicieli gatunku jest szacowana na 250 dorosłych osobników i stale się zmniejsza. W ciągu ostatnich 10 lat liczba osobników mogła się zmniejszyć nawet o 10%. Istnieniu gatunku zagraża nadmierny wypas zwierząt hodowlanych, wycinanie drzew, budowa dróg i innych szlaków komunikacyjnych na obszarach leśnych, rozwój rolnictwa oraz częste pożary.

## Status i ochrona
W 2000 roku gatunek został wpisany do Czerwonej księgi gatunków zagrożonych jako gatunek najmniejszej troski. W 2004 roku status zmieniono na gatunek krytycznie zagrożony. Od 2008 roku gatunek jest uznawany za zagrożony wyginięciem. Zasięg występowania obejmuje 5000 km². Większość osobników zamieszkuje jednak niewielki obszar o powierzchni 500 km² w dystrykcie Chamba. Istnieją również przesłanki, jakoby gatunek ten pojawiał się także na obszarze Nepalu. Według Douglasa Brandona-Jonesa hulmany kaszmirskie żyją w Melamchi, w środkowej części tego kraju.